# 애틀러스 엔터테인먼트
애틀러스 엔터테인먼트(영어: Atlas Entertainment)는 미국의 영화 제작사이다. 1995년 찰스 로븐, 밥 커발로, 돈 스틸이 설립하였다.